# Oscar (film, 1991)
Az Oscar 1991-ben bemutatott amerikai vígjáték, melyet John Landis rendezett, a főszerepben pedig Sylvester Stallone látható. Az azonos című, 1967-es francia film feldolgozása. A nagy gazdasági világválság éveiben New Yorkban játszódó történet főhőse egy gengszter, aki megpróbál jó útra térni. A film kísérlet volt arra, hogy Stallone komikus szerepben is kipróbálja magát, de kritikai és nézettségi szempontból is megbukott; a bevétel még a 35 millió dolláros gyártási költséget sem érte el. Az európai közönség körében kedvezőbb volt a fogadtatás.
A rettegett gengszter néhány órára jó útra tér. De ott is megbotlik. 
Krimiben és komédiában az időzítés a fő.

## Cselekmény
Angelo Provolone ismert és megbecsült tagja az alvilágnak. Alkohol-csempészésből igen szép vagyonra tett szert, gyönyörű házzal és csodaszép feleséggel büszkélkedhet. Egy napon haldokló apja hívatja magához. Eduardo papa, Rosa néni és Clement atya jelenlétében megesketi fiát, hogy felhagy a törvényszegéssel, a bűnözéssel, és jó útra tér.
Angelo a pillanat hatása alatt szent fogadalmat tesz, hogy immár szakít a bűnös élettel. A bűnös élet azonban nem akar szakítani vele. Miközben a rendőrkopók minden lépését figyelik, hogy végre lefüleljék, házában váratlanul óriási jövés-menés veszi kezdetét. Minden összeesküszik ellene: felbukkan egy lány, aki elmeséli, úgy kívánta érdekesebbé tenni magát barátja előtt, hogy Angelót apjaként tüntette fel. Megjelenik az érzékeny lelkű nyelvészprofesszor, dr. Poole, aki a nap végén mint vőlegény távozik. A szexis szobalány a felfordulás közepén kilép és leendő férjéhez siet, ám nem a megfelelő kofferral távozik. A sikkasztó könyvelő és a két bevándorló háziszabó is bonyolítja a helyzetet.
Angelo már nem is csodálkozik, amikor ismét csöngetnek, és hajdani szerelme lép be. A nő ezt a pillanatot érzi megfelelőnek, hogy bejelentse: egykori szerelmük gyümölcse egy azóta felnőtt leányzó, akit eddig eltitkolt a férfi elől.

## Szereplők
| Szereplő                          | Színész            | Magyar hang        |
| --------------------------------- | ------------------ | ------------------ |
| Angelo „Franco” (Snaps) Provolone | Sylvester Stallone | Gáti Oszkár        |
| Sofia Provolone                   | Ornella Muti       | Farkas Zsuzsa      |
| Lisa Provolone                    | Marisa Tomei       | Radó Denise        |
| Anthony Rossano                   | Vincent Spano      | Pusztaszeri Kornél |
| Theresa                           | Elizabeth Barondes | Balogh Erika       |
| Dr. Thornton Poole                | Tim Curry          | Kerekes József     |
| Aldo                              | Peter Riegert      | Harsányi Gábor     |
| Connie                            | Chazz Palminteri   | Hollósi Frigyes    |
| Ace                               | Joey Travolta      | Csikos Gábor       |
| Knucky                            | Richard Foronjy    | Szalai Imre        |
| Schemer                           | Paul Greco         | Szirtes Gábor      |
| Guido Finucci                     | Harry Shearer      | Verebély Iván      |
| Luigi Finucci                     | Martin Ferrero     | Szokolay Ottó      |
| Toomey hadnagy                    | Kurtwood Smith     | Maróti Gábor       |
| Quinn rendőrtiszt                 | Art LaFleur        | Konrád Antal       |
| Keough rendőr                     | Robert Lesser      | Kárpáti Tibor      |
| Clemente atya                     | Don Ameche         | Velenczey István   |
| Roxanne                           | Linda Gray         | Bencze Ilona       |
| Eduardo Provolone                 | Kirk Douglas       | Benkő Gyula        |
| Rosa néni                         | Yvonne De Carlo    | Győri Ilona        |
| Nora                              | Joycelyn O'Brien   | Hegyi Barbara      |
| Kirkwood                          | Ken Howard         | Csurka László      |
| Overton                           | William Atherton   | Schnell Ádám       |
| Van Leland                        | Sam Chew Jr.       | Kassai Károly      |
| Milhous                           | Mark Metcalf       | Uri István         |
| Underwood sofőre                  | Kai Wulff          | Németh Gábor       |
| Vendetti                          | Richard Romanus    | Szersén Gyula      |
| Fecsegő Charlie                   | Eddie Bracken      | Rátonyi Róbert     |
| Vendetti manikűröse               | Arleen Sorkin      | Soproni Ági        |
| Vendetti gengsztere               | Sal Vecchio        |                    |
| Vendetti sofőre                   | Rick Avery         |                    |
| Frankie, a Csótány                | Tony Munafo        |                    |
| Riporter                          | Marshall Bell      | Melis Gábor        |
| Riporter                          | Tom Grant          | Balázsi Gyula      |
| Riporter                          | Louis D’Alto       |                    |
| Taxis                             | Danny Goldstine    |                    |
| Postás                            | Jim Abrahams       |                    |
| Oscar                             | Jim Mulholland     |                    |

## Eltérések a francia filmhez képest
- Az eredeti változat főszereplője nem volt gengszter, a megjavulós-bankáros szál az amerikai készítők újítása.
- Új figura a két Finucci testvér.
- A francia filmben szereplő buta masszőr helyét dr. Poole, a nagy tudású nyelvész vette át, akinek a sorsa is másképp alakult.
- A francia filmben csak egy inasa volt a főszereplőnek, az amerikaiban többen töltötték be ezt a szerepet (gengszterek), közülük Aldo és Connie került előtérbe.
- Megváltozott a befejezés (főleg Oscart és a főszereplő lányát illetően).